# Baronía de Grado
La baronía de Grado es un título nobiliario español creado por el rey Alfonso XIII en favor de María del Pilar Herrero Collantes, hija del fundador del Banco Herrero, mediante real decreto del 22 de enero de 1919 y despacho expedido el 22 de abril del mismo año.
Su denominación hace referencia al municipio de Grado, perteneciente al Principado de Asturias.

## Barones de Grado
|                           | Titular                              | Periodo                   |
| Creación por Alfonso XIII | Creación por Alfonso XIII            | Creación por Alfonso XIII |
| ------------------------- | ------------------------------------ | ------------------------- |
| I                         | María del Pilar Herrero Collantes    | 1919-1953                 |
| II                        | Martín González del Valle y Herrero  | 1953-2015                 |
| III                       | Martín González del Valle y Chávarri | 2016-hoy                  |

## Historia de los barones de Grado
- María del Pilar Herrero Collantes, I baronesa de Grado.[1]

Casó con Martín González del Valle y Fernández Miranda, II marqués de la Vega de Anzo, caballero de la Orden de Montesa y gentilhombre de cámara del rey con ejercicio. El 10 de julio de 1953 le sucedió, por cesión, su hijo:
- Martín González del Valle y Herrero (Oviedo, 1918-4 de noviembre de 2015[4]) II barón de Grado, Gran Cruz de la Orden Civil de Alfonso X el Sabio.[5][1]

Casó con Macarena Chávarri de la Mora. El 14 de septiembre de 2016, previa orden del 24 de junio del mismo año para que se expida la correspondiente carta de sucesión (BOE del 15 de julio), le sucedió su hijo:
- Martín González del Valle y Chávarri, III barón de Grado.[3]